# Ukkosaari (ö i Kajanaland, Kajana)
Ukkosaari är en ö i Finland. Den ligger i sjön Ule träsk och i kommunen Paldamo i den ekonomiska regionen  Kajana ekonomiska region  och landskapet Kajanaland, i den centrala delen av landet, 500 km norr om huvudstaden Helsingfors. Öns area är 4,9 hektar och dess största längd är 470 meter i öst-västlig riktning.